# 1495년

## 연호
- 명(明) 홍치(弘治) 8년
- 일본(日本) 메이오(明応) 4년
- 후 레 왕조(後黎朝) 홍득(洪德) 26년

## 기년
- 류큐(琉球) 쇼신왕(尚真王) 19년
- 명(明) 효종 홍치제(孝宗 弘治帝) 8년
- 조선(朝鮮) 연산군(燕山君) 원년
- 후 레 왕조(後黎朝) 성종(聖宗) 36년

## 사건
을묘년이었던 이 해 음력 2월 1일 일식이 있었다.

## 사망
- 양력 1월 20일 - 조선 9대 국왕 성종(1494년 음력 12월 24일.)
- 9월 14일 - 영국 헨리 7세의 딸 엘리자베스 튜더